# デモメーカー
デモメーカー(Demomakers)とは、デモやその他デモシーンにおける作品の製作者のことである。そのほとんどは特に若く（15歳～30歳）、コンピュータに熱中し、日々（正確には夜）をデモのコーディングに費やす学生である。通常ペンネームを持ち、本名はほとんど出さない。
デモメイキングで有名な地域として、スカンディナヴィア半島（ノルウェー、スウェーデン、フィンランド）、デンマーク、ドイツ、オランダ、フランス、ハンガリー、ポーランド、スイスなどが挙げられる。東方の国（ロシアなど）でもかなりよい作品が見られるようになった。ポルトガル、スペイン、イタリア、日本、イスラエル、アメリカ合衆国では作品はあまり見られない。その他の国ではようやく始まったところである。
デモの製作には非常に長い時間がかかる（1日だけではなくて、数日、数週間、数ヶ月とか…）ことと、通常個々人それぞれが特定の分野にのみ精通している（例えばコーダーが必ずしも作曲に長けているわけではない）ことから、複数のデモメーカーが集まり、製作は分担され、またむしろデモグループを形成する。デモシーンのグループは会社に良く似て、それぞれが名前と名声を持つ。その例として、Future Crew、Impact Studios、Pulseが挙げられる。彼らはチャット(IRC)や、現実世界ではデモパーティーで揃う。